# 아나톨리 솔로비야넨코
아나톨리 보리소비치 솔로비야넨코(우크라이나어: Анатолій Борисович Солов'яненко, 1932년 9월 25일 ~ 1999년 7월 29일)는 우크라이나의 오페라 가수이자 테너이다.

## 생애
아나톨리 솔로비야넨코는 1932년 9월 25일에 도네츠크에서 광부로 일하던 가족의 아들로 태어났으며 1954년에는 도네츠크 공업 대학교에서 그래픽 공학과를 졸업했다. 1950년부터는 소련 정부로부터 러시아 소비에트 연방 사회주의 공화국 인민예술가 칭호를 받았던 알렉산드르 코로베이첸코로부터 노래를 배웠다.
1962년에 개최된 인기 경연 대회에 참가하여 큰 성공을 거두면서 솔로비야넨코는 키예프에 위치한 우크라이나 국립 오페라 극장에서 노래를 부를 기회가 생겼다. 하지만 이탈리아 밀라노에 위치한 스칼라 극장에서 열린 젊은 성악가 대회에서 우승을 차지하면서 솔로비야넨코는 성악을 전공하기로 결심했고 1963년부터 1965년까지 스칼라 극장에 재학하게 된다. 1965년부터 우크라이나 국립 오페라 극장 소속 독주 가수로 활동했고 우크라이나 국립 오페라 극장에서 12차례의 독주 공연을 선보였다. 1967년에는 캐나다 몬트리올에서 개최된 세계 박람회에서 공연을 선보였다.
솔로비야넨코는 생전에 18장에 달하는 LP 음반을 발표했는데 아리아, 로맨스, 노래 등에 이르는 다양한 음악 장르를 띠고 있는 것이 특징이다. 1967년에는 소련 정부로부터 우크라이나 소비에트 사회주의 공화국 인민예술가 칭호를 받았으며 1975년에는 소련 정부로부터 소련 인민예술가 칭호를 받았다. 1978년에는 키예프 음악원을 졸업했고 1980년에는 소련 정부로부터 레닌상을, 1982년에는 소련 정부로부터 인민친선훈장을 받았다.
솔로비야넨코는 1977년부터 1978년까지 소련의 가수로는 최초로 미국 뉴욕 메트로폴리탄 오페라에 초청되어 독주 공연회를 펼쳤다. 1988년에는 영국을 방문하여 공연을 펼친 알렉산드로프 앙상블 소속 독주 가수로 참석하여 《칼린카》를 비롯한 여러 노래들을 불렀다.
1993년에는 우크라이나의 대통령으로부터 명예 훈장을 받았고 1997년에는 우크라이나의 문화 예술 발전에 기여한 공로를 인정받아 우크라이나 정부로부터 타라스 셰우첸코 국가상을 받았다. 1999년 7월 29일에 심장 마비로 사망했으며 슬하에 2명의 아들을 두었다. 1999년 12월에는 우크라이나 내각의 결정에 따라 도네츠크 국립 오페라 발레 극장이 정식 명칭을 그의 이름에서 유래된 아나톨리 솔로비야넨코 도네츠크 국립 오페라 발레 극장으로 명명했다. 2001년에는 솔로비야넨코의 유해가 안치된 키예프주 코진에 솔로비야넨코의 동상이 건립되었다.